# 66 Большой Медведицы
66 Большой Медведицы (лат. 66 Ursae Majoris), HD 103605 — одиночная звезда в созвездии Большой Медведицы на расстоянии приблизительно 315 световых лет (около 96 парсеков) от Солнца. Видимая звёздная величина звезды — +5,824m.

## Характеристики
66 Большой Медведицы — оранжевый гигант спектрального класса K1III. Радиус — около 9,45 солнечных, светимость — около 56,32 солнечных. Эффективная температура — около 4785 К.